# Travneve, Pohrebîșce
Travneve (în ucraineană Травневе) este un sat în comuna Zbarjivka din raionul Pohrebîșce, regiunea Vinnița, Ucraina.

## Demografie
Componența lingvistică a localității Travneve
     Ucraineană (96,97%)
     Rusă (3,03%)
Conform recensământului din 2001, majoritatea populației localității Travneve era vorbitoare de ucraineană (96,97%), existând în minoritate și vorbitori de rusă (3,03%).